# Luncă

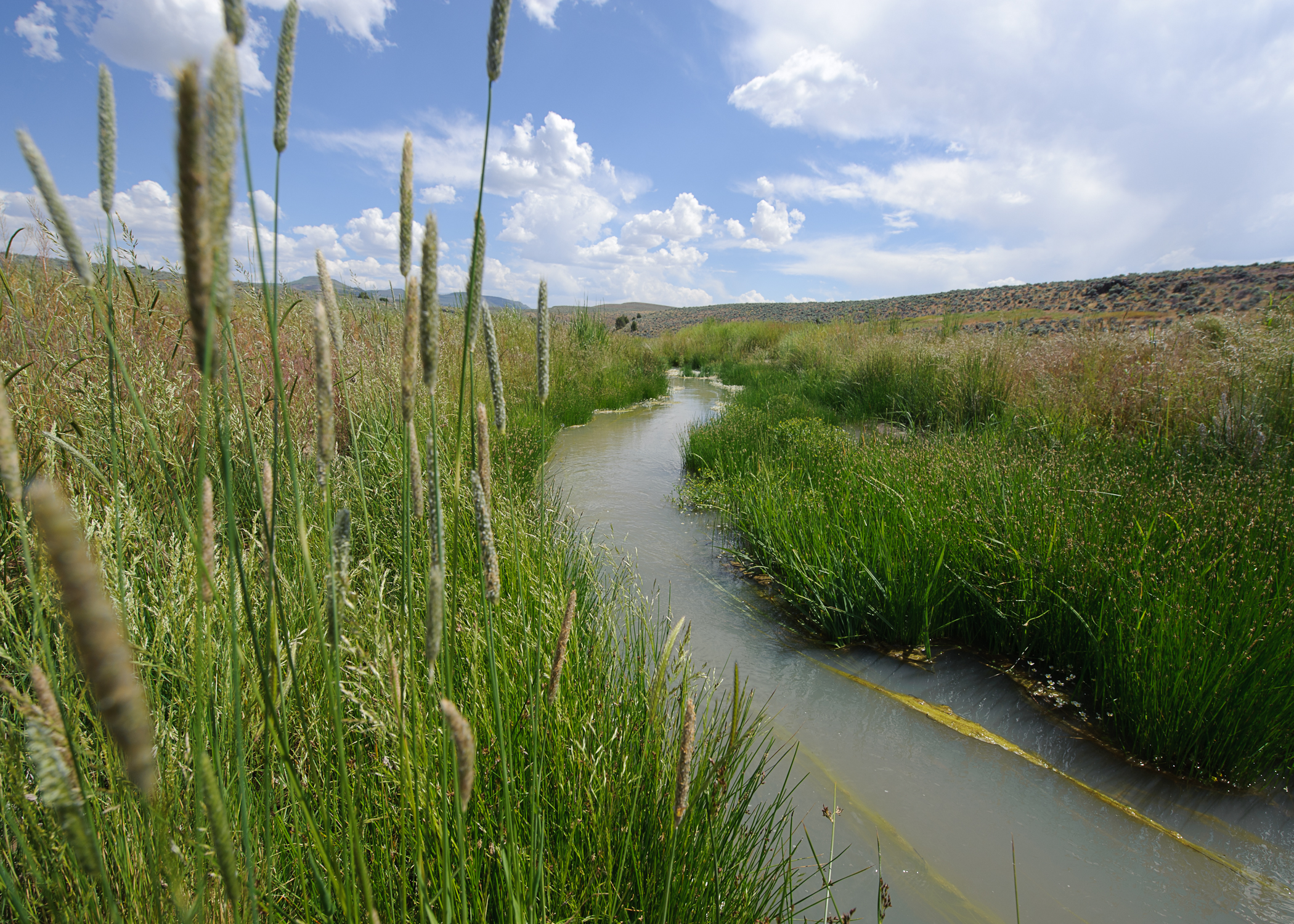
O luncă din preajma unui râu din California

Lunca este o zonă umedă sub formă de șes aflată, de obicei, de-a lungul unei ape curgătoare sau în jurul lacurilor mari, caracterizată prin vegetație specifică și prin soluri aluvionare care sunt (supra-)saturate cu apă periodic, parțial sau pe parcursul întregului sezon de creștere a nivelului acestora. 

## Caracteristici
Spre deosebire de o mlaștină sau de o pădure inundabilă, lunca nu are apă permanentă, cu excepția perioadelor scurte când apa râurilor crește la limita de inundare, datorită topirii zăpezilor sau a ploilor abundente. Umiditatea solului luncilor variază între saturație spre inundare alternând cu perioade în care este doar constant umed sau chiar uscat.
În lunci cresc o varietate de plante specifice zonelor umede, care pot adesea supraviețui ca semințe, rizomi sau bulbi, atunci când este secetă, dar se pot rapid regenera atunci când este apă din belșug. Ca urmare, luncile nu pot menține, de obicei, o viață acvatică cu animale subacvatice, așa cum sunt peștii. În schimb, luncile au o largă diversitate de plante, care atrag numeroase varietăți de păsări, mici mamifere și insecte, incluzând fluturi.

## Dezbateri
Există dezbateri dacă o luncă ar fi un tip de mlaștină sau un tip complet separat de zonă umedă. Luncile pot să apară din cauza drenajului restrâns sau la recepționarea unor cantități mari de apă de ploaie sau zăpadă. 

## Vezi și
- Luncă (formă de relief)